# Mosqueruela
Mosqueruela is een gemeente in de Spaanse provincie Teruel in de regio Aragón met een oppervlakte van 265,03 km². Mosqueruela telt 581 inwoners (1 januari 2016).